# Barbus lineomaculatus
The Line-spotted Barb (Barbus lineomaculatus) là một loài cá vây tia trong họ Cyprinidae.
Loài này có ở Burundi, Kenya, Rwanda, Tanzania, Uganda, Zambia, và Zimbabwe.
Các môi trường sống tự nhiên của chúng là sông, sông có nước theo mùa, và vùng đồng bằng nội địa.
Nó không được IUCN xem là loài bị đe dọa.